# Haymon de Corbeil
Haymon de Corbeil († 23. Mai 957) war der erste bekannte Comte der Grafschaft Corbeil.

## Leben

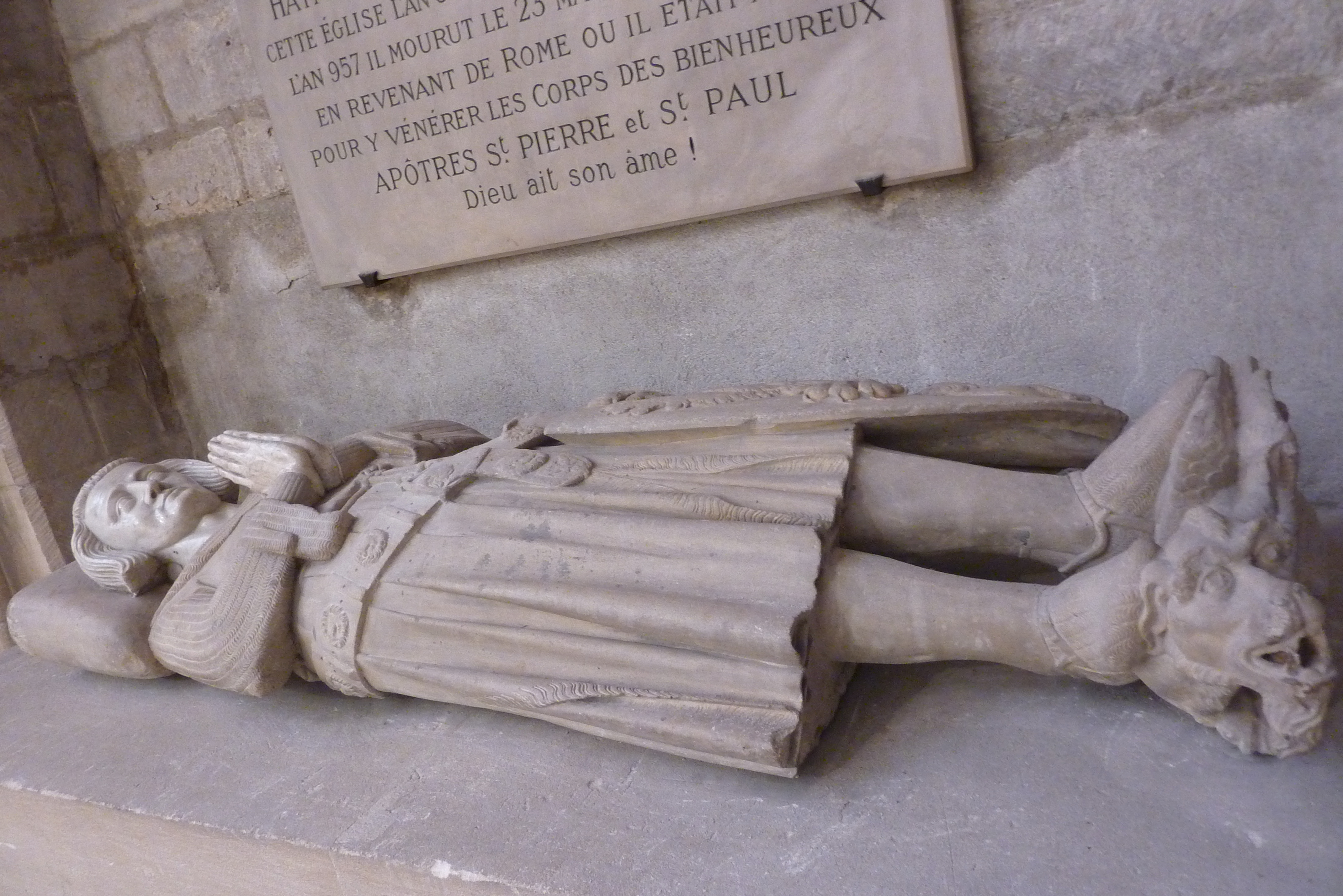
Liegefigur in der Kathedrale Saint-Spire in Corbeil-Essonnes

Haymon war normannischer Abstammung. Er wurde von Hugo dem Großen in Corbeil eingesetzt und war vermutlich auch schon Graf von Mortain. Auf einer Pilgerreise nach Rom starb Haymon. In der damaligen Stiftskirche Saint-Spire in Corbeil-Essonnes, die er ab 950 errichten ließ, wurde er bestattet. Im 14. Jahrhundert wurde zur Erinnerung an den Stifter eine Liegefigur errichtet, die ihn mit Kampfrock, Schild und einem Drachen zu seinen Füßen darstellt.
Nach Haymons Tod übernahm der zweite Ehemann seiner Frau Elisabeth, Burchard I., die Grafschaft.